# Japan Soccer League 1984
Die Japan Soccer League 1984 war die 20. Spielzeit der japanischen Japan Soccer League. An ihr nahmen 20 Vereine teil. Meister wurden die Yomiuri.

## Ergebnisse

### Division 1
| Pl. | Verein                      | Sp. | S  | U | N  | Tore    | Diff. | Punkte |
| --- | --------------------------- | --- | -- | - | -- | ------- | ----- | ------ |
| 1.  | Yomiuri                     | 18  | 11 | 4 | 3  | 041:200 | +21   | 26     |
| 2.  | Nissan Motors               | 18  | 11 | 3 | 4  | 040:230 | +17   | 25     |
| 3.  | Yamaha Motors               | 18  | 10 | 4 | 4  | 028:160 | +12   | 24     |
| 4.  | Furukawa Electric           | 18  | 8  | 5 | 5  | 028:200 | +8    | 21     |
| 5.  | Honda Motors                | 18  | 7  | 5 | 6  | 026:230 | +3    | 19     |
| 6.  | Fujita Industries           | 18  | 6  | 6 | 6  | 025:250 | ±0    | 18     |
| 7.  | Mitsubishi Heavy Industries | 18  | 6  | 3 | 9  | 022:330 | −11   | 15     |
| 8.  | Nippon Kokan                | 18  | 4  | 6 | 8  | 016:230 | −7    | 14     |
| 9.  | Yanmar Diesel               | 18  | 5  | 4 | 9  | 015:280 | −13   | 14     |
| 10. | Hitachi                     | 18  | 2  | 0 | 16 | 011:410 | −30   | 04     |

### Division 2
| Pl. | Verein                | Sp. | S  | U | N  | Tore    | Diff. | Punkte |
| --- | --------------------- | --- | -- | - | -- | ------- | ----- | ------ |
| 1.  | Sumitomo Metals       | 18  | 10 | 6 | 2  | 040:230 | +17   | 26     |
| 2.  | All Nippon Airways    | 18  | 12 | 2 | 4  | 031:170 | +14   | 26     |
| 3.  | Matsushita Electric   | 18  | 8  | 6 | 4  | 025:190 | +6    | 22     |
| 4.  | Toshiba               | 18  | 9  | 4 | 5  | 029:250 | +4    | 22     |
| 5.  | Tanabe Pharmaceutical | 18  | 7  | 7 | 4  | 030:210 | +9    | 21     |
| 6.  | Mazda                 | 18  | 7  | 4 | 7  | 024:200 | +4    | 18     |
| 7.  | Fujitsu               | 18  | 5  | 4 | 9  | 020:300 | −10   | 14     |
| 8.  | Toyota Motors         | 18  | 4  | 5 | 9  | 024:310 | −7    | 13     |
| 9.  | Nippon Steel          | 18  | 4  | 4 | 10 | 015:280 | −13   | 12     |
| 10. | Kofu SC               | 18  | 1  | 4 | 13 | 020:440 | −24   | 06     |

## Preise

### Torschützenkönige
- Tetsuya Totsuka (14 Tore) (Yomiuri)

### Rookie des Jahres
- Takashi Sekizuka (Honda Motors)

### Best XI
- Kiyotaka Matsui (Nippon Kokan)
- Yasutarō Matsuki (Yomiuri)
- Yoshinori Ishigami (Yamaha Motors)
- Hisashi Katō (Yomiuri)
- Satoshi Tsunami (Yomiuri)
- George Yonashiro (Yomiuri)
- Takashi Mizunuma (Nissan Motors)
- Kazushi Kimura (Nissan Motors)
- Takashi Sekizuka (Honda Motors)
- Tetsuya Totsuka (Yomiuri)
- Kōichi Hashiratani (Nissan Motors)